# Tomoyuki Arata
Tomoyuki Arata (荒田 智之 Arata Tomoyuki?), född 3 oktober 1985 i Shizuoka prefektur, är en japansk fotbollsspelare.
Arata började sin karriär 2008 i Mito HollyHock. Han spelade 76 ligamatcher för klubben. 2010 flyttade han till Júbilo Iwata. Med Júbilo Iwata vann han japanska ligacupen 2010. Efter Júbilo Iwata spelade han för JEF United Chiba, Fagiano Okayama, Matsumoto Yamaga FC, Oita Trinita och AC Nagano Parceiro. Han avslutade karriären 2017.